# Powerball (jogo eletrônico)
Powerball é um jogo para Mega Drive lançado em 1991 pela Namco Hometek. Ele foi relançado para o Virtual Console na América do Norte por um custo de 800 Wii Points. Esta versão é virtualmente idêntica à versão original.